# Tweede Coehoornstraat
De Tweede Coehoornstraat is een straat op de Oostelijke Eilanden in Amsterdam-Centrum. De straat is vernoemd naar Menno van Coehoorn.
De straat, die in 1919 haar naam kreeg, is gelegen tussen de Blankenstraat en de Kraijenhoffstraat in de Czaar Peterbuurt. Ze is nauwelijks twintig meter lang. De toevoeging Tweede gaf aan dat er ook een Eerste Coehoornstraat was en dat deze straat naar Amsterdamse gebruik in het verlengde van of juist parallel aan die straat zou liggen. Dat is hier niet het geval, de straten maken op geen enkele wijze contact met elkaar. De Tweede Coehoornstraat werd een straat zonder huisnummers. Naar het noordoosten kijkt men in de woonblokken  van Bastiaan de Greef voor de AVA, destijds een zegen voor het overbevolkte Amsterdam, maar later vervloekt in verband met krapte en verkrotting (jaren 70 en 80). Kijkt men vanuit de straat naar het zuidwesten, ziet men het gebouw en gemeentelijk monument De Engel met het beeld dat naam gaf aan het gebouw.  